# Faza grupelor Ligii Campionilor 2020-2021
Faza grupelor Ligii Campionilor 2020–2021 a început pe 20 octombrie 2020 și s-a încheiat pe 9 decembrie 2020.

## Echipe
Tragerea la sorți a avut loc la studiourile RTS din Geneva, Elveția pe 1 octombrie, la ora 18:00 EEST.
Cele 32 de echipe au fost împărțite în opt grupe, de câte patru echipe, echipele din aceeași țară neputând fi extrase în aceeași grupă. Pentru extragere, echipele au fost împărțite în patru, urne pe baza următoarelor principii:
- Urna 1 - câștigătoarea Ligii Campionilor din sezonul 2019–2020, câștigătoarea Europa League din sezonul 2019–2020 și campioanele primelor șase asociații, în funcție de coeficientul UEFA. Dacă una sau ambele câștigătoare ale celor două cupe europene sunt campioane în ierarhia uneia dintre asociațiile din top 6, campioanele următoarelor asociații (cele de pe locurile 7 și 8 sau doar cea de pe locul 7, în funcție de caz) din clasamentul coeficienților sunt, în schimb, plasate în urna 1.[3]
- Urnele 2, 3 și 4 - restul echipelor care nu s-au încadrat în criteriile necesare pentru a fi plasate în urna 1, au fost plasate în urnele 2, 3, 4, în funcție de coeficientul acumulat.

| Urna 1 - FC Bayern München - Sevilla FC - Real Madrid CF - Liverpool FC - Juventus - Paris Saint-Germain - FC Zenit - FC Porto | Urna 2 - FC Barcelona - Club Atlético de Madrid - Manchester City FC - Manchester United FC - FC Șahtar Donețk - Borussia Dortmund - Chelsea FC - AFC Ajax | Urna 3 - FC Dinamo Kiev - FC Salzburg - RB Leipzig - FC Internazionale Milano - Olympiacos FC - SS Lazio - FC Krasnodar - Atalanta BC | Urna 4 - FC Lokomotiv Moscova - Olympique de Marseille - Club Brugge - VfL Borussia Mönchengladbach - İstanbul Bașakșehir - FC Midtjylland - Stade Rennais FC - Ferencvárosi TC |  |

## Grupe

### Grupa A
| Loc                                                                               | Echipă          | Pct. | MJ | V | E | Î | GM | GP | DG  |  | BAY | ATM | RBS | LOK |
| --------------------------------------------------------------------------------- | --------------- | ---- | -- | - | - | - | -- | -- | --- |  | --- | --- | --- | --- |
| 1.                                                                                | Bayern          | 16   | 6  | 5 | 1 | 0 | 18 | 5  | +13 |  | —   | 4–0 | 3–1 | 2–0 |
| 2.                                                                                | Atlético Madrid | 9    | 6  | 2 | 3 | 1 | 7  | 8  | −1  |  | 1–1 | —   | 3–2 | 0–0 |
| 3.                                                                                | Salzburg        | 4    | 6  | 1 | 1 | 4 | 10 | 17 | −7  |  | 2–6 | 0–2 | —   | 2–2 |
| 4.                                                                                | Lokomotiv Mos.  | 3    | 6  | 0 | 3 | 3 | 5  | 10 | −5  |  | 1–2 | 1–1 | 1–3 | —   |
| Legendă: Locurile 1, 2: Calificare în optimi Locul 3: Calificare în Europa League |                 |      |    |   |   |   |    |    |     |  |     |     |     |     |

### Grupa B
| Loc                                                                               | Echipă          | Pct. | MJ | V | E | Î | GM | GP | DG |  | RMA | MÖN | SHA | INT |
| --------------------------------------------------------------------------------- | --------------- | ---- | -- | - | - | - | -- | -- | -- |  | --- | --- | --- | --- |
| 1.                                                                                | Real Madrid     | 10   | 6  | 3 | 1 | 2 | 11 | 9  | +2 |  | —   | 2–0 | 2–3 | 3–2 |
| 2.                                                                                | M'gladbach      | 8    | 6  | 2 | 2 | 2 | 16 | 9  | +7 |  | 2–2 | —   | 4–0 | 2–3 |
| 3.                                                                                | Șahtior Donețsk | 8    | 6  | 2 | 2 | 2 | 5  | 12 | −7 |  | 2–0 | 0–6 | —   | 0–0 |
| 4.                                                                                | Inter Milano    | 6    | 6  | 1 | 3 | 2 | 7  | 9  | −2 |  | 0–2 | 2–2 | 0–0 | —   |
| Legendă: Locurile 1, 2: Calificare în optimi Locul 3: Calificare în Europa League |                 |      |    |   |   |   |    |    |    |  |     |     |     |     |

### Grupa C
| Loc                                                                               | Echipă          | Pct. | MJ | V | E | Î | GM | GP | DG  |  | MC  | POR | OLY | MRS |
| --------------------------------------------------------------------------------- | --------------- | ---- | -- | - | - | - | -- | -- | --- |  | --- | --- | --- | --- |
| 1.                                                                                | Manchester City | 16   | 6  | 5 | 1 | 0 | 13 | 1  | +12 |  | —   | 3–1 | 3–0 | 3–0 |
| 2.                                                                                | Porto           | 13   | 6  | 4 | 1 | 1 | 10 | 3  | +7  |  | 0–0 | —   | 2–0 | 3–0 |
| 3.                                                                                | Olympiacos      | 3    | 6  | 1 | 0 | 5 | 2  | 10 | −8  |  | 0–1 | 0–2 | —   | 1–0 |
| 4.                                                                                | Marseille       | 3    | 6  | 1 | 0 | 5 | 2  | 13 | −11 |  | 0–3 | 0–2 | 2–1 | —   |
| Legendă: Locurile 1, 2: Calificare în optimi Locul 3: Calificare în Europa League |                 |      |    |   |   |   |    |    |     |  |     |     |     |     |

### Grupa D
| Loc                                                                               | Echipă      | Pct. | MJ | V | E | Î | GM | GP | DG |  | LIV | ATA | AJX | MID |
| --------------------------------------------------------------------------------- | ----------- | ---- | -- | - | - | - | -- | -- | -- |  | --- | --- | --- | --- |
| 1.                                                                                | Liverpool   | 13   | 6  | 4 | 1 | 1 | 10 | 3  | +7 |  | —   | 0–2 | 1–0 | 2–0 |
| 2.                                                                                | Atalanta    | 11   | 6  | 3 | 2 | 1 | 10 | 8  | +2 |  | 0–5 | —   | 2–2 | 1–1 |
| 3.                                                                                | Ajax        | 7    | 6  | 2 | 1 | 3 | 7  | 7  | 0  |  | 0–1 | 0–1 | —   | 3–1 |
| 4.                                                                                | Midtjylland | 2    | 6  | 0 | 2 | 4 | 4  | 13 | −9 |  | 1–1 | 0–4 | 1–2 | —   |
| Legendă: Locurile 1, 2: Calificare în optimi Locul 3: Calificare în Europa League |             |      |    |   |   |   |    |    |    |  |     |     |     |     |

### Grupa E
| Loc                                                                               | Echipă    | Pct. | MJ | V | E | Î | GM | GP | DG  |  | CHE | SEV | KRA | REN |
| --------------------------------------------------------------------------------- | --------- | ---- | -- | - | - | - | -- | -- | --- |  | --- | --- | --- | --- |
| 1.                                                                                | Chelsea   | 14   | 6  | 4 | 2 | 0 | 14 | 2  | +12 |  | —   | 0–0 | 1–1 | 3–0 |
| 2.                                                                                | Sevilla   | 13   | 6  | 4 | 1 | 1 | 9  | 8  | +1  |  | 0–4 | —   | 3–2 | 1–0 |
| 3.                                                                                | Krasnodar | 5    | 6  | 1 | 2 | 3 | 6  | 11 | −5  |  | 0–4 | 1–2 | —   | 1–0 |
| 4.                                                                                | Rennes    | 1    | 6  | 0 | 1 | 5 | 3  | 11 | −8  |  | 1–2 | 1–3 | 1–1 | —   |
| Legendă: Locurile 1, 2: Calificare în optimi Locul 3: Calificare în Europa League |           |      |    |   |   |   |    |    |     |  |     |     |     |     |

### Grupa F
| Loc                                                                               | Echipă      | Pct. | MJ | V | E | Î | GM | GP | DG |  | DOR | LAZ | BRU | ZEN |
| --------------------------------------------------------------------------------- | ----------- | ---- | -- | - | - | - | -- | -- | -- |  | --- | --- | --- | --- |
| 1.                                                                                | Dortmund    | 13   | 6  | 4 | 1 | 1 | 12 | 5  | +7 |  | —   | 1–1 | 3–0 | 2–0 |
| 2.                                                                                | Lazio       | 10   | 6  | 2 | 4 | 0 | 11 | 7  | +4 |  | 3–1 | —   | 2–2 | 3–1 |
| 3.                                                                                | Club Brugge | 8    | 6  | 2 | 2 | 2 | 8  | 10 | −2 |  | 0–3 | 1–1 | —   | 3–0 |
| 4.                                                                                | Zenit       | 1    | 6  | 0 | 1 | 5 | 4  | 13 | −9 |  | 1–2 | 1–1 | 1–2 | —   |
| Legendă: Locurile 1, 2: Calificare în optimi Locul 3: Calificare în Europa League |             |      |    |   |   |   |    |    |    |  |     |     |     |     |

### Grupa G
| Loc                                                                               | Echipă      | Pct. | MJ | V | E | Î | GM | GP | DG  |  | JUV | BAR | DKV | FTC |
| --------------------------------------------------------------------------------- | ----------- | ---- | -- | - | - | - | -- | -- | --- |  | --- | --- | --- | --- |
| 1.                                                                                | Juventus    | 15   | 6  | 5 | 0 | 1 | 14 | 4  | +10 |  | —   | 0–2 | 3–0 | 2–1 |
| 2.                                                                                | Barcelona   | 15   | 6  | 5 | 0 | 1 | 16 | 5  | +11 |  | 0–3 | —   | 2–1 | 5–1 |
| 3.                                                                                | Dinamo Kiev | 4    | 6  | 1 | 1 | 4 | 4  | 13 | −9  |  | 0–2 | 0–4 | —   | 1–0 |
| 4.                                                                                | Ferencváros | 1    | 6  | 0 | 1 | 5 | 5  | 17 | −12 |  | 1–4 | 0–3 | 2–2 | —   |
| Legendă: Locurile 1, 2: Calificare în optimi Locul 3: Calificare în Europa League |             |      |    |   |   |   |    |    |     |  |     |     |     |     |

### Grupa H
| Loc                                                                               | Echipă            | Pct. | MJ | V | E | Î | GM | GP | DG  |  | PSG | RBL | MU  | ISB |
| --------------------------------------------------------------------------------- | ----------------- | ---- | -- | - | - | - | -- | -- | --- |  | --- | --- | --- | --- |
| 1.                                                                                | PSG               | 12   | 6  | 4 | 0 | 2 | 13 | 6  | +7  |  | —   | 1–0 | 1–2 | 5–1 |
| 2.                                                                                | RB Leipzig        | 12   | 6  | 4 | 0 | 2 | 11 | 12 | −1  |  | 2–1 | —   | 3–2 | 2–0 |
| 3.                                                                                | Manchester United | 9    | 6  | 3 | 0 | 3 | 15 | 10 | +5  |  | 1–3 | 5–0 | —   | 4–1 |
| 4.                                                                                | Başakşehir        | 3    | 6  | 1 | 0 | 5 | 7  | 18 | −11 |  | 0–2 | 3–4 | 2–1 | —   |
| Legendă: Locurile 1, 2: Calificare în optimi Locul 3: Calificare în Europa League |                   |      |    |   |   |   |    |    |     |  |     |     |     |     |